# Элтон, Джеффри
Сэр Джеффри Рудольф Элтон (при рождении Готфрид Рудольф Отто Эренберг; 17 августа 1921 — 4 декабря 1994) — британский политический и конституционный историк еврейского происхождения из Германии, специализирующийся на эпохе Тюдоров, «ревизионист». Он преподавал в Клэр-колледже в Кембридже и был там региональным профессором современной истории с 1983 по 1988 год.

## Ранняя жизнь
Эренберг (Элтон) родился в Тюбингене, Германия. Его родителями были еврейские учёные Виктор Эренберг и Ева Доротея Соммер. В 1929 году Эренберги переехали в Прагу, Чехословакия. В феврале 1939 года Эренберги бежали от нацистов в Великобританию. Эренберг начиная с 1939 года продолжил своё образование в Rydal School, методистской школе в Уэльсе. Всего через два года Эренберг начал работать учителем в Rydal и получил должность помощника магистра[неизвестный термин] по математике, истории и немецкому языку.
Он закончил заочные курсы в Лондонском университете и в 1943 году получил диплом по истории древнего мира. Эренберг поступил на службу в британскую армию в 1943 году. Он служил в разведке и Полку Восточного Суррея и в 8-й армии в Италии с 1944 по 1946 год, получил звание сержанта. В это время Эренберг «англизировал» своё имя и назвался Джеффри Рудольф Элтон. После увольнения из армии Элтон изучал раннюю современную историю в Университетском колледже Лондона, получил степень доктора философии в 1949 году.
Под руководством Дж. Э. Нила Элтону была присуждена докторская степень за диссертацию «Томас Кромвель, аспекты его административной работы», в которой Элтон впервые развил идеи, которые развивал всю оставшуюся жизнь. Элтон получил британское подданство в сентябре 1947 года.

## Карьера
Элтон преподавал в Университете Глазго, а с 1949 года в Клэр-колледже в Кембридже. Там был профессором современной истории с 1983 по 1988 год. Среди его учеников были Джон Гай, Диармайд Маккалох, Сьюзан Бригден и Дэвид Старки. Он работал также в Британской академии с 1981 по 1990 год и был президентом Королевского исторического общества с 1972 по 1976 год. Элтон был назначен рыцарем-бакалавром на церемонии награждения за Новый год 1986 года.

### Тюдоровская революция в правительстве
Элтон сосредоточен главным образом на жизни Генриха VIII, но и внёс значительный вклад в изучение Елизаветы I. Элтон был наиболее известен тем, что в своей книге 1953 года «Тюдоровская революция в правительстве» утверждал, что Томас Кромвель был автором современного бюрократического правительства, пришедшего на смену средневековому домохозяйству. До 1950-х годов историки преуменьшали роль Кромвеля, называя его доктринером, который был не более чем агентом деспота Генриха VIII. Элтон, однако, сделал Кромвеля центральной фигурой в правительстве Тюдоровской революции. Элтон изобразил Кромвеля главным гением, гораздо более сильным, чем король, в решении проблемы разрыва с Римом, а также законов и административных процедур, которые сделали английскую Реформацию столь важной. Элтон говорит, что Кромвель был ответственен за перевод королевского верховенства на парламентский уровень, создав новые мощные органы управления, чтобы взять под контроль церковные земли и полностью устранив средневековые черты центрального правительства.
Это изменение произошло в 1530-х годах и должно рассматриваться как часть спланированной революции. По сути, Элтон утверждал, что до Кромвеля королевство можно было рассматривать как частное поместье короля, и что большая часть управления осуществлялась домашними слугами короля, а не отдельными государственными учреждениями. Кромвель, главный министр Генриха с 1532 по 1540 год, провел реформы в администрации, которые отделили королевскую семью от государства и создали современное бюрократическое правительство. Кромвель радикально изменил роль Парламента и компетенцию Статута. Элтон утверждал, что, руководя такими реформами, Кромвель заложил основы будущей стабильности и успеха Англии.

## Влияние
Элтон подробно изложил свои идеи в своей работе 1955 года, бестселлере «Англия при Тюдорах», которая выдержала три издания, и в своих лекциях Уайлса, которые он опубликовал в 1973 году под названием «Реформа и обновление: Томас Кромвель и общее благо».
Его тезис был широко оспорен молодыми историками эпохи Тюдоров и больше не может рассматриваться как ортодоксия, но его вклад в дебаты глубоко повлиял на последующее обсуждение правительства Тюдоров, особенно на роль Кромвеля.

### Историческая перспектива
Элтон был ярым поклонником Маргарет Тэтчер и Уинстона Черчилля. Он также был яростным критиком марксистских историков, которые, как он утверждал, представляли серьёзно ошибочные интерпретации прошлого. В частности, Элтон выступал против идеи, что гражданская война в Англии была вызвана социально-экономическими изменениями в XVI и XVII веках, вместо этого утверждая, что это было в значительной степени из-за некомпетентности королей Стюартов. Элтон также был известен своей ролью в дебатах с Эдвардом Карром, когда он защищал интерпретацию эмпирической, «научной» истории девятнадцатого века, близкую к взглядам Леопольда фон Ранке, против воззрений Карра. Элтон написал свою книгу 1967 года «Практика истории» в основном как ответ на книгу Карра 1961 года «Что такое история?».
Элтон был решительным защитником традиционных методов истории и был потрясен постмодернизмом, заявив, например, что «мы боремся за жизни невинных молодых людей, окруженных дьявольскими искусителями, которые утверждают, что предлагают более высокие формы мысли и более глубокие истины и прозрения — фактически интеллектуальный эквивалент крэка. Любое принятие этих теорий — даже самый мягкий или скромный поклон в их сторону — может оказаться фатальным». Его бывшие ученики, такие как Джон Гай. утверждал, что он действительно олицетворял «ревизионистскую черту», что отразилось как в его работе над Кромвелем, в его атаке на традиционалистский взгляд Джона Нила о парламентах Елизаветы I, так и в его поддержке более случайного и политического набора причин для гражданской войны в Англии в середине семнадцатого века.
В 1990 году Элтон был одним из ведущих историков, стоявших за созданием «Ассоциации учебных программ по истории». Ассоциация выступала за введение в школах учебной программы по истории, основанной на знаниях. В нём было выражено «глубокое беспокойство» по поводу того, как история преподается в классе, и отмечалось, что целостность истории находится под угрозой.
Элтон считал долг историков эмпирическим сбором доказательств и объективным анализом того, что они говорят. Как традиционалист, он уделял большое внимание роли людей в истории, а не абстрактным безличным силам. Например, его книга 1963 Реформация в Европе в значительной степени связана с дуэлью между Мартином Лютером и императора Священной Римской империи Карла V. Элтон возражал против междисциплинарных усилий, таких как попытки объединить историю с антропологией или социологией. Он видел политическую историю как лучший и самый важный вид истории. Элтону не нужны были те, кто стремится к истории, чтобы создавать мифы, создавать законы, объясняющие прошлое, или создавать теории, такие как марксизм.

## Семья
Элтон был братом исследователя образования Льюиса Элтона и дядей сына Льюиса, комика и писателя Бена Элтона. В 1952 году он женился на коллеге-историке Шейле Ламберт.

## Смерть
Элтон умер от сердечного приступа в своем доме в Кембридже 4 декабря 1994 года. Ему было 73 года.

## Работы
Он отредактировал второе издание влиятельного сборника Тюдоровская конституция. В ней он поддерживал Джон Эйлмера основной вывода "S, что конституция Tudor отражала, что в смешанной конституции в Спарте.
- Тюдоровская революция в правительстве: административные изменения в период правления Генриха VIII, Cambridge University Press, 1953.
- England Under The Tudors, London: Methuen, 1955, исправленное издание 1974 г., третье издание 1991 г.
- изд. Новая Кембриджская современная история: Том 2, Реформация, 1520—1559, Кембридж: Издательство Кембриджского университета, 1958; 2-е изд. 1990; выдержка
- Истории Звездной камеры, Лондон: Метуэн, 1958.
- Конституция Тюдоров: документы и комментарии, Cambridge University Press, 1960; издание второе, 1982 г.
- Генрих VIII; Пересмотренное эссе, Лондон: Историческая ассоциация Рутледж и К. Пол, 1962.
- Реформационная Европа, 1517—1559, Нью-Йорк: Harper & Row, 1963.
- Практика истории, Лондон: Fontana Press, 1967.
- Возрождение и Реформация, 1300—1640, под редакцией Г. Р. Элтона, Нью-Йорк: Macmillan, 1968.
- Тело всего мира; Парламент и представительство в средневековой и тюдоровской Англии, Шарлоттсвилл: Университетское издательство Вирджинии, 1969.
- Англия, 1200—1640, Итака: издательство Корнельского университета, 1969.
- Современные историки по британской истории 1485—1945: Критическая библиография 1945—1969 (Метуэн, 1969), аннотированный справочник по 1000 историческим книгам по всем основным темам, а также обзоры на книги и крупные научные статьи. онлайн
- Политическая история: принципы и практика, Лондон: Penguin Press / Нью-Йорк: Основные книги, 1970.
- Реформа и обновление: Томас Кромвель и общее благо, Кембридж: Cambridge University Press, 1973; ISBN 0-521-09809-2.
- Политика и полиция: усиление реформации в эпоху Томаса Кромвеля, Cambridge University Press, 1973.
- Исследования в области политики и правительства Тюдоров и Стюартов: документы и обзоры, 1945—1972, 4 тома, Cambridge University Press, 1974—1992.
- Ежегодная библиография по истории Великобритании и Ирландии, Брайтон, Сассекс [Англия]: Harvester Press / Atlantic Highlands, NJ: Humanities Press для Королевского исторического общества, 1976.
- Реформа и реформация: Англия 1509—1558, Лондон: Арнольд, 1977.
- Английское право в шестнадцатом веке: реформа в эпоху перемен, Лондон: общество Селдена, 1979.
- (в соавторстве с Робертом Фогелем) Какая дорога в прошлое? Два взгляда на историю, Нью-Хейвен, Коннектикут: издательство Йельского университета, 1983
- FW Maitland, Лондон: Вайденфельд и Николсон, 1985.
- Парламент Англии, 1559—1581, Cambridge University Press, 1986.
- Вернуться к основам: некоторые размышления о современном состоянии исторических исследований, Cambridge University Press, 1991.
- Томас Кромвель, Headstart History Papers (изд. Джудит Лоудс), Ипсвич, 1991.
- Англичанин, Оксфорд: Блэквелл, 1992.